# Chantal Poullain
Chantal Poullain est une actrice franco-tchèque.

## Biographie
Amoureuse de Bolek Polívka, elle a quitté l'Occident pour la Tchécoslovaquie communiste en 1978, et s'installa d'abord à Brno.
Bolek Polívka conçut le spectacle Le bouffon de la reine, une farce sur le pouvoir qu'il a jouée avec Chantal Poullain dans les années 1980/90 en France et en Europe,,.

## Filmographie
- 1987 : Šašek a královna de  Věra Chytilová
- 1989 : La Fin du bon vieux temps (Konec starých časů) de Jiři Menzel
- 1989 : Kopytem sem, kopytem tam de  Věra Chytilová

## Distinctions
- Chevalière de la Légion d'honneur (2021)

## Galerie

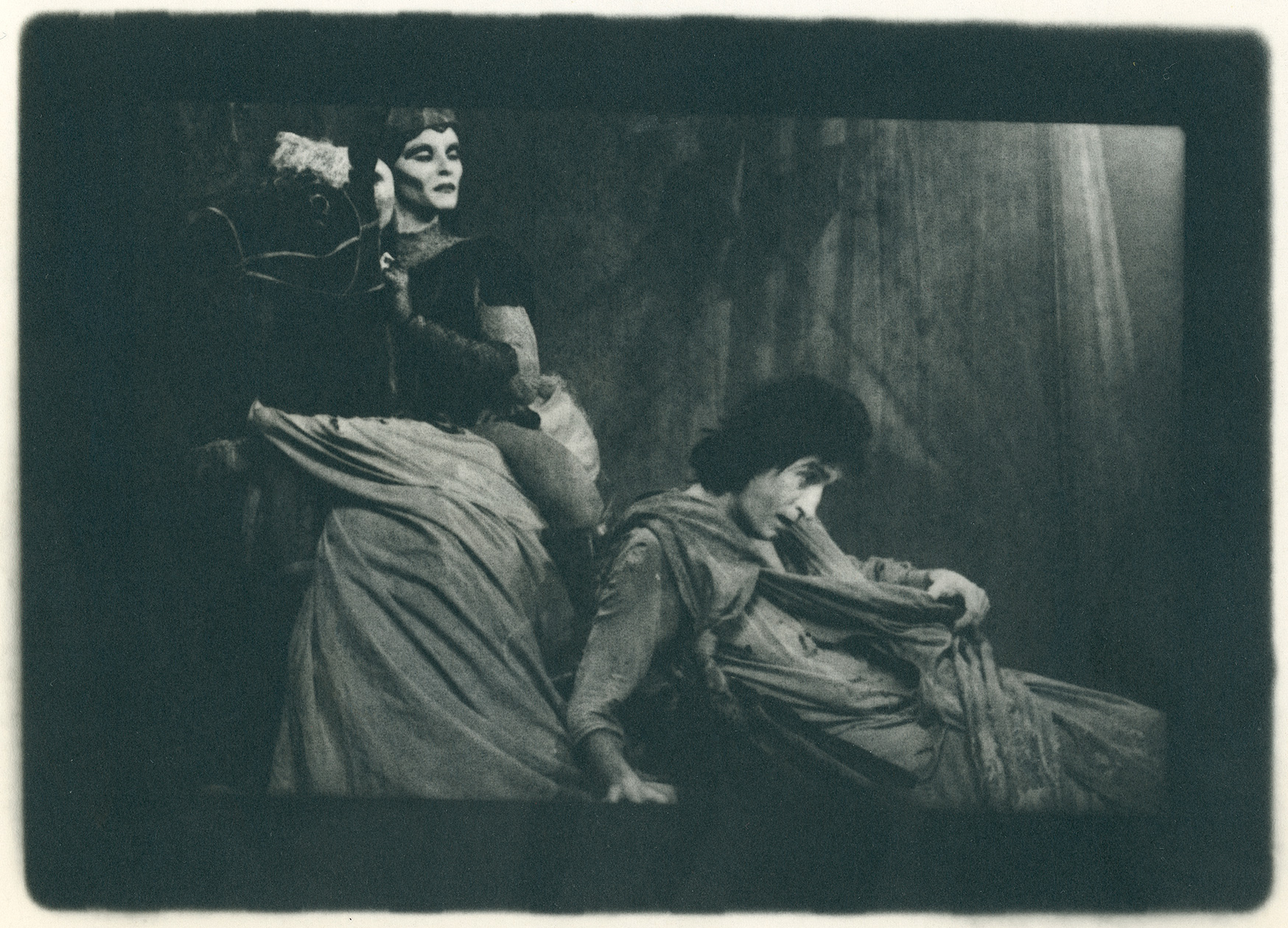
Chantal Poullain et Bolek Polívka en 1983. Photos de Jaroslav Krejčí (fotograf) (cs)